# Чукотэнерго
АО «Чукотэне́рго» — российская региональная энергетическая компания, входит в группу РусГидро. Штаб-квартира компании расположена в городе Анадырь. Обеспечивает энергоснабжение на территории Чукотского АО.

## Собственники и руководство
99,1% акций АО «Чукотэнерго» принадлежит ПАО «РусГидро». Генеральный директор — Константин Юрьевич Петухов..

## Деятельность
Является основным гарантирующим поставщиком на территории Чукотского АО (также обеспечивает энергоснабжение п. Черский, расположенного в Якутии). Является интегрированной компанией, занимающейся производством, распределением и сбытом электроэнергии и тепла. Особенностью энергетики Чукотского АО является её обособленность от Единой энергетической системы России и соседних дальневосточных регионов, а также разделение на три не связанных друг с другом энергоузла — Чаун-Билибинский, Эгвекинотский и Анадырский. В Чаун-Билибинском энергоузле большую часть электроэнергии производят не принадлежащие Чукотэнерго Билибинская АЭС и ПАТЭС «Академик Ломоносов», компания обеспечивает передачу и распределение электроэнергии, производимой этими станциями .
По состоянию на конец 2023 года компания эксплуатирует электростанции общей электрической мощностью 128,25 МВт и общей тепловой мощностью 404 Гкал/ч. Генерирующие активы компании представлены следующими станциями:
- Чаунская ТЭЦ — 30 МВт, 99 Гкал/ч;
- Анадырская ТЭЦ — 50 МВт, 140 Гкал/ч;
- Эгвекинотская ГРЭС — 30 МВт, 92 Гкал/ч;
- Анадырская ГМТЭЦ — 18,25 МВт, 68,28 Гкал/ч (принадлежит Чукотскому АО, арендуется Чукотэнерго).

Выработка электроэнергии станциями АО «Чукотэнерго» в 2023 году составила 258,6 млн кВт·ч, отпуск тепловой энергии — 318,9 тыс. Гкал.
Передача и распределение электроэнергии производится по линиям электропередачи напряжением 0,4-110 кВ общей длиной 2234 км (по цепям), используются 163 трансформаторных подстанций общей мощностью 390 МВА. Также компанией эксплуатируется 1,4 км тепловых сетей.

## Структура
В состав Чукотэнерго входят следующие структурные подразделения:
- Обособленное подразделение Анадырская ТЭЦ;
- Филиал Чаунская ТЭЦ;
- Филиал Эгвекинотская ГРЭС;
- Филиал Северные электрические сети.

## История
Впервые электричество на территории Чукотки появилось в 1914 году, когда была введена в работу радиостанция в Ново-Мариинске (Анадыре). Её работу обеспечивали три электрогенератора общей мощностью 41 л. с. Помимо питания радиооборудования, электроэнергия использовалась для освещения помещений радиостанции. Долгое время уровень электрификации региона оставался очень низким — в 1940 году все электростанции Чукотки выработали всего 83 тыс. кВт·ч электроэнергии.
В 1942 году трестом «Дальстрой» было начато строительство дизельной электростанции в Певеке, от которой ведёт своё начало Чаунская ТЭЦ. Первые два дизель-генератора общей мощностью 440 кВт были введены в эксплуатацию 20 мая 1944 года, станция получила название «Певекский энергокомбинат». В 1947 году был образован Чаунский энергокомбинат, в него вошла Певекская электростанция и ЛЭП 35 кВ с подстанциями. К 1948 году мощность электростанции была увеличена до 3,75 МВт, а в 1949 году после монтажа двух паровых котлов и двух турбоагрегатов мощностью по 1 МВт станция начала вырабатывать не только электроэнергию, но и тепло.
В 1950 году было начато строительство Эгвекинотской ГРЭС, первый ток станция дала 20 декабря 1952 года. Силовыми агрегатами на тот момент являлись два дизельных генератора мощностью 1 МВт каждый. В 1959 году вступила в строй первая очередь паротурбинной станции, состоящей из трёх котлоагрегатов и двух турбогенераторов общей мощностью 12 МВт. В 1974 году была запущена вторая очередь Эгвекинотской ГРЭС, мощность станции возросла до 28 МВт.
В 1963 году было начато проектирование Билибинской АЭС, в 1965 году ее сооружение было санкционировано Советом Министров СССР, тогда же были начаты подготовительные работы по сооружению станции. В том же году Билибино и Певек были соединены ЛЭП 110 кВ — образован Чаун-Билибинский энергоузел, к которому в 1970 году была подключена первая в СССР плавучая газотурбинная электростанция «Северное сияние» у посёлка Зеленый мыс, выведенная из эксплуатации в 2002 году. Строительно-монтажные работы на площадке станции были начаты в 1967 году, в 1974 году станция дала первый ток и в 1976 году была выведена на полную мощность 48 МВт.
В 1966 году Министерством энергетики СССР было принято решение о строительстве Анадырской ТЭЦ. В 1982 году начались пусконаладочные работы, и 22 декабря 1986 года была запущена первая очередь ТЭЦ, ещё через год станция вышла на проектную мощность. В 1980—1987 годах была значительно расширена и модернизирована Чаунская ТЭЦ, с монтажом современного и более мощного оборудования.
25 апреля 1995 года на годовом собрании акционеров ПАО «Магаданэнерго» была учреждена компания «Чукотэнерго». В 2006 году была введена в эксплуатацию Анадырская ГМТЭЦ, самая эффективная тепловая электростанция Чукотки. В 2018 году первый котлоагрегат Анадырской ТЭЦ был переведён на природный газ, в том же году с остановкой первого энергоблока был начат процесс вывода из эксплуатации Билибинской АЭС. В 2018 году по итогам допэмиссии акций «Чукотэнерго» перешло под прямой контроль ПАО «РусГидро". В 2019 году в Певек была доставлена и начала выработку электроэнергии ПАТЭС «Академик Ломоносов». В 2021 году был завершён перевод Анадырской ТЭЦ на сжигание природного газа. В 2023 году была введена в эксплуатацию первая очередь ВЛ 110 кВ Певек — Билибино.
Крупнейшим перспективным проектом проектом является строительство новой линии электропередачи напряжением 110 кВ Певек — Билибино, протяженностью 500 км.